# Turbinaria heronensis
Turbinaria heronensis là một loài san hô trong họ Dendrophylliidae. Loài này được Wells mô tả khoa học năm 1958.